# Ferro Rodrigues
Eduardo Luís Barreto Ferro Rodrigues (Lisboa, 3 de noviembre de 1949) es un político portugués que fue secretario general del Partido Socialista. Tomó, el 9 de julio de 2004, su decisión de dimitir, a raíz de la negativa a convocar a elecciones generales asumidos por el presidente. Fue presidente del parlamento portugués de 2015 a 2022.[cita requerida]
Después de que Jorge Sampaio anunciara que no iba a convocar a elecciones anticipadas, el secretario general del PS, Ferro Rodrigues, anunció su renuncia a la dirección socialista. Ferro Rodrigues anunció su renuncia al Consejo de Estado, refiriéndose a su "decepción y desacuerdo" sobre la decisión de Jorge Sampaio. Sin embargo, siguió ejerciendo su cargo de diputado. Desde 2005, es el embajador de Portugal ante la OCDE en París.
En los años 1970 fue el líder del MES (Movimiento de Izquierda Socialista), un pequeño grupo radical que pidió el levantamiento armado de los obreros, soldados y marineros contra el poder burgués. También fue director del periódico Poder del Pueblo, órgano oficial de la economía de mercado.
El 23 de octubre de 2015, Ferro Rodrigues fue elegido presidente de la Asamblea de la República, con 120 votos favorables, en comparación con los 108 votos favorables a Fernando Negrão, propuesto por la coalición de derecha «Portugal al Frente». Fue la primera vez en la historia de Portugal desde la revolución de los claveles que el presidente del parlamento no fue elegido por la fuerza política que tuvo más votos en las elecciones.